# Robert Marchand
Robert Marchand (Amiens, 26 novembre 1911 – Mitry-Mory, 22 maggio 2021) è stato un ciclista francese. 
È stato il ciclista in attività più vecchio del mondo, conquistando il record dell'ora in bicicletta nella categoria 100 anni (24,450 km/h) e il record nella categoria 105 anni (22,547 km/h). Robert Marchand viene annoverato tra gli sportivi che hanno conseguito risultati nelle categorie di età ultracentenaria, come Giuseppe Ottaviani, Fauja Singh, Hidekichi Miyazaki e Stanisław Kowalski.

## Biografia
Figlio di Louis Marchand (1887-) e di Lucienne Décousu (1888-1979), Robert Marchand nacque ad Amiens, vicino a quella che in seguito fu definita come la 'prima linea' della Prima Guerra Mondiale. Ancora giovane provò a intraprendere la carriera di ciclista, ma all'età di 20 anni fu costretto a rinunciare all'attività agonistica a causa dei consigli dei medici che lo vedevano troppo magro e leggero. Oltre al ciclismo, riuscì comunque a praticare alcuni sport, tra cui la ginnastica e il sollevamento pesi.
Negli anni '30 del XX secolo lavorò come vigile del fuoco a Parigi.  Durante la Seconda Guerra Mondiale fu imprigionato dall'esercito tedesco. Finito il conflitto bellico, emigrò più volte in paesi stranieri, tra cui il Venezuela, gli Stati Uniti e il Canada, per poi ritornare in Francia nel 1960. Nel periodo successivo alla guerra svolse diversi lavori, tra cui il coltivatore di canna da zucchero, il commerciante di vini, il giardiniere, il meccanico e l'autotrasportatore.
Fu membro del Partito Comunista Francese e della Confédération générale du travail.
Si sposò nel 1939, per poi rimanere vedovo, dopo quattro anni, nel 1943.
Nel 1978, dopo essere andato in pensione, riprese ad andare in bicicletta a livello agonistico, partecipando nella sua carriera di pensionato-ciclista a 8 corse Bordeaux-Parigi e a 4 corse Parigi-Rubaix, oltre a intraprendere un percorso in bicicletta tra Parigi e Mosca, nel 1992, all'età di 81 anni.
All'età di 100 anni, Marchand stabilì al velodromo di Lione il record di velocità su 100 km per ciclisti centenari, totalizzando un tempo di 4 ore, 17 minuti e 27 secondi, con una media al di sopra di 23km/h. Nel 2014, all'età di 102 anni riuscì a percorrere la distanza di 26,927 km in un'ora. All'età di 105 anni, percorse la distanza di 22,528 km in un'ora, non riuscendo tuttavia a eguagliare il record stabilito tre anni prima.
Quando Marchand aveva 106 anni, i medici gli proibirono di continuare a pedalare con i ritmi di prima. Successivamente continuò a tenersi in allenamento con la bicicletta, praticando l'attività con più moderazione, e il giorno del suo 107º compleanno celebrò l'evento percorrendo 20 km in bicicletta nel dipartimento dell'Ardèche, accompagnato da altri 30 ciclisti. All'età di 108 anni, interruppe la pratica del ciclismo all'aperto a causa dei problemi all'udito.
Nel mese di aprile del 2020, durante il periodo di quarantena dovuto alla pandemia di Covid-19, Marchand dichiarò di non uscire di casa da mesi, ma di continuare a tenersi in allenamento grazie a una cyclette. Affermò tuttavia di non avere apprezzato le parole del presidente francese Emmanuel Macron, che aveva paragonato il problema della pandemia a una sorta di guerra. Marchand espresse anche il suo pessimismo circa un possibile miglioramento globale, a pandemia conclusa, rispetto alle condotte umane impostate sull'egoismo e sul desiderio di profitto, prevedendo che la Francia avrebbe continuato a essere il terzo paese produttore di armi al mondo.
Il giorno del suo centonovesimo compleanno, Robert Marchand scrisse al presidente Macron, per chiedere un allentamento delle misure restrittive dovute alla pandemia di Covid-19 per chi voleva praticare sport. In particolare, Marchand era preoccupato di non poter partecipare all'Ardéchoise, il raduno annuale francese dei ciclisti previsto per il giugno dell'anno successivo.

### Morte
Nella notte del 22 maggio 2021, Robert Marchand morì nella casa di riposo Ehpad, Résidence Les Acacias di Mitry-Mory, all'età di 109 anni.